# Luis Zett
Luis Zett (bürgerlicher Name Alois Zuchtriegel; * 30. April 1945 in Ottobeuren; † 21. März 2017 in Wilhelmsdorf (Württemberg)) war ein deutscher Komponist, Klavierpädagoge und Publizist. 

## Leben
Luis Zett wuchs im schwäbischen Ottobeuren auf. Er studierte Pädagogik in Augsburg, brach das Studium jedoch ab, um als Lektor in Memmingen zu arbeiten. In dieser Zeit publizierte er in Zeitschriften, Tageszeitungen und Sammelbänden, teils unter dem Pseudonym Ignaz Zuchtriegel. Von 1977 bis 1978 reiste er auf dem Landweg nach Indien um fernöstliche Philosophie und Spiritualität kennenzulernen. Nach seiner Rückkehr lebte Luis Zett an wechselnden Orten in Oberschwaben und im Bodenseeumland, wo er als Klavierpädagoge tätig war. Luis Zett war viermal verheiratet. Aus seiner zweiten Ehe stammen die Kinder Gabriel Zuchtriegel, Mirjam Eva Schenk und Emanuel Zuchtriegel, aus seiner dritten Ehe die Tochter Sinja Elena Rist.

## Werk
Luis Zett beschäftigte sich publizistisch sowie in Vorträgen und Seminaren mit rituellem Singen und dem Verhältnis zwischen Mensch und Natur. Hieraus gingen die esoterisch gefärbten Bücher "Selbst Bewusst Sein", "Rituelles Singen", "Singen und Sein" und "Das Buch der Steine" hervor.
In den 1990er Jahren trat er, gemeinsam mit dem Bildenden Künstler Diether Kunerth, mit experimenteller Klaviermusik sowie mit der Performance "Gesang der Steine" auf, wobei er durch auf einem hölzernen, umgedrehten Schweinezuber angeordnete Steine Rhythmen und Klänge erzeugte.
Zwischen 1997 und 2017 veröffentlichte Luis Zett 28 Klavierhefte bei den Verlagen Ricordi, Hug und Breitkopf & Härtel, die sich vornehmlich an Anfänger und Schüler richteten. In einigen Heften, wie zum Beispiel "Weltrekorde im Klavierspielen" und "Farben der Stille", versuchte Zett, experimentelle und unkonventionelle Ansätze einem breiteren Publikum zu vermitteln.